# 高木神社 (葛飾区)
高木神社（たかぎじんじゃ）は、東京都葛飾区の神社。

## 歴史
安土桃山時代前後に創建された。国府台合戦で敗れた里見氏の家臣武内家が現在の足立区六木に逃れ、更に当地に移った。武内氏の氏神の第六天神社を六木から移し祀ったものが起源であると考えられる。
江戸時代には砂原村の鎮守社となっており、慈眼寺が別当寺であった。
明治維新後の神仏分離令により、祭神を第六天魔王から高皇産霊尊に変更し、高木神社と改称した。
第六天神社から高木神社に改称し、祭神を変更した例として、目黒区の高木神社や墨田区の高木神社などがある。

## 交通アクセス
- 亀有駅より徒歩約10分（経路案内）。